# 雲龍瀑布

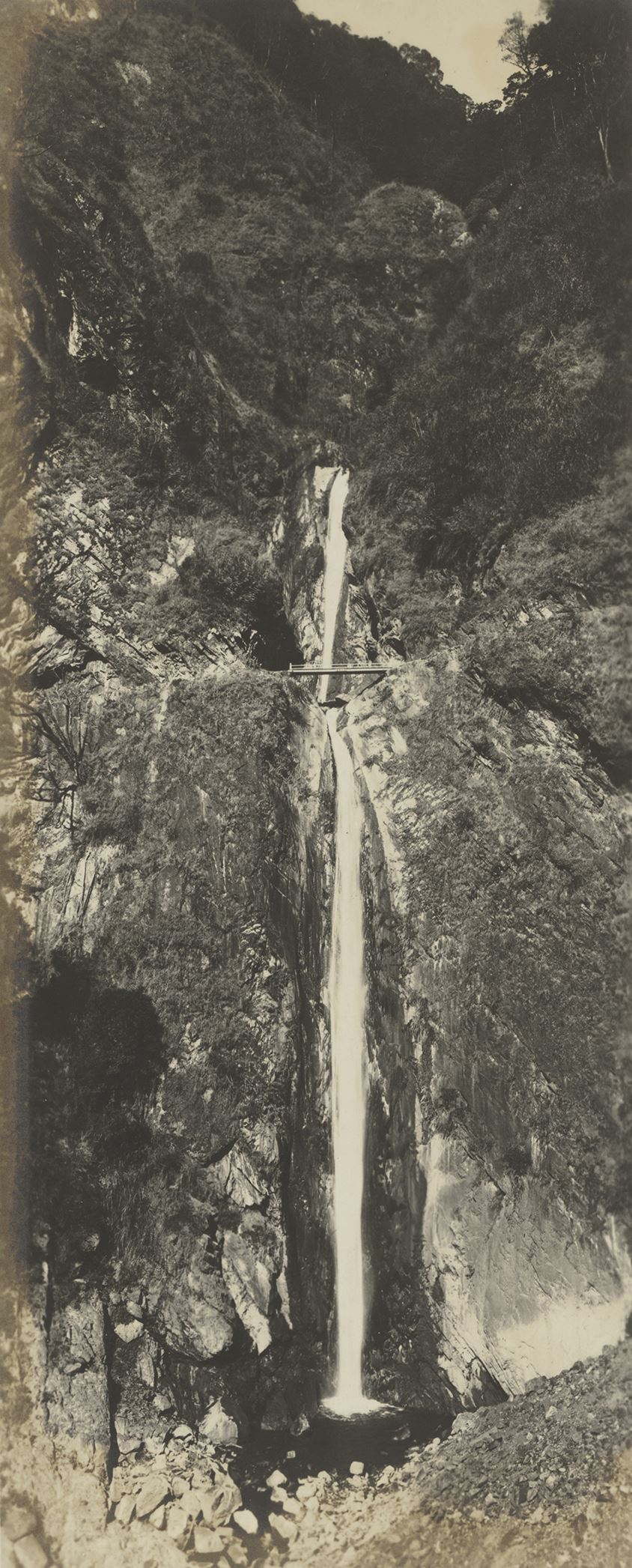
雲龍瀑布，1934年

雲龍瀑布位於南投縣信義鄉，陳有蘭溪支流樂樂溪上游，瀑布標高約1690公尺至1515公尺，屬濁水溪流域。瀑布懸於八通關古道旁的岩壁上，故有「青山白練」之稱，瀑布至吊橋下方支流匯流處主要有四段落差，落差分別約為50公尺、30公尺、50公尺、25公尺，總落差約175公尺。因地勢遮蔽，於步道上大多只能見下三段瀑布，無法見到最上段。瀑布水量充盈、氣勢磅礡，為八通關古道上著名景觀。

## 地質結構
從東埔斷崖（父不知子斷崖）到雲龍瀑布之間約半途左右，開始出現白色或淺灰色的石英砂岩層，偶而夾有薄層的板岩的達見砂岩。地層的走向呈東北向東南傾斜，砂岩層有發育良好的波痕以及交錯層構造，前者代表砂岩沉積當時，波浪移動留下的痕跡，外形成波狀起伏；後者代表比較陡坡或是近岸的淺海海域沉積。雲龍瀑布由山區宛如白練直下陳有蘭溪，因所在地質為達見砂岩所構成的變質砂岩，岩性較堅硬抗侵蝕，而逐漸在主流、支流的差異侵蝕下所形成的「懸谷式」瀑布。

## 交通資訊
- 自行開車：由國道3號下名間交流道後左轉彰南路台3線後直行，依路標指示循台16線，接台21線（往信義方向）行駛至同富，再依路標左轉鄉道至東埔八通關古道登山口，依路標指示前行即可抵達，路程約3.9公里[8]。
- 大眾運輸：搭乘台鐵集集線至水里站，轉乘員林客運6732線【水里－東埔】/6734線【集集－（經水里）－東埔】至東埔站下車[9]。

## 解
1. ↑  根據《臺灣通用電子地圖【NLSC】》、《農航所（正射影像圖）》對照。

## 外部連結
- 在Youtube的雲龍瀑布上、中、下層影像 （页面存档备份，存于）
- 在Panoramio的雲龍瀑布上層影像
- 在Panoramio的雲龍瀑布中層影像